# Стрибки у воду на Чемпіонаті Європи з водних видів спорту 2022 — трамплін, 1 метр (жінки)
Змагання зі стрибків у воду з метрового трампіліна серед жінок на Чемпіонаті Європи з водних видів спорту 2022 відбулись 16 серпня.

## Результати[2][3]
| Місце | Спортсменка             | Країна          | Попередні змагання | Попередні змагання | Фінал              | Фінал              |
| Місце | Спортсменка             | Країна          | Бали               | Місце              | Бали               | Місце              |
| ----- | ----------------------- | --------------- | ------------------ | ------------------ | ------------------ | ------------------ |
| 1     | Елена Бертоккі          | Італія          | 256.65             | 1                  | 264.25             | 1                  |
| 2     | Емма Ґульстранд         | Швеція          | 240.15             | 7                  | 259.65             | 2                  |
| 3     | К'яра Пеллакані         | Італія          | 254.25             | 2                  | 259.05             | 3                  |
| 4     | Єтте Мюллер             | Німеччина       | 228.00             | 9                  | 248.05             | 4                  |
| 5     | Емілія Нільссон         | Швеція          | 242.25             | 6                  | 243.90             | 5                  |
| 6     | Ясмін Гарпер            | Велика Британія | 243.00             | 5                  | 242.20             | 6                  |
| 7     | Мішель Гаймберг         | Швейцарія       | 250.50             | 3                  | 240.45             | 7                  |
| 8     | Дафне Вілс              | Нідерланди      | 245.15             | 4                  | 235.75             | 8                  |
| 9     | Наїс Жіллє              | Франція         | 225.45             | 11                 | 229.25             | 9                  |
| 10    | Ганна Арнаутова         | Україна         | 225.80             | 10                 | 228.10             | 10                 |
| 11    | Клер Кріан              | Ірландія        | 230.40             | 8                  | 227.75             | 11                 |
| 12    | Маделін Коквоз          | Швейцарія       | 222.80             | 12                 | 221.95             | 12                 |
| 13    | Каролін Купка           | Норвегія        | 217.95             | 13                 | Завершили змагання | Завершили змагання |
| 14    | Саскіа Оеттінгауз       | Німеччина       | 216.90             | 14                 | Завершили змагання | Завершили змагання |
| 15    | Рокіо Велазкес          | Іспанія         | 216.55             | 15                 | Завершили змагання | Завершили змагання |
| 16    | Александра Блажовська   | Польща          | 210.95             | 16                 | Завершили змагання | Завершили змагання |
| 17    | Анне Туксен             | Норвегія        | 210.90             | 17                 | Завершили змагання | Завершили змагання |
| 18    | Лаура Валоре            | Данія           | 208.35             | 18                 | Завершили змагання | Завершили змагання |
| 19    | Джея Патріка            | Латвія          | 202.95             | 19                 | Завершили змагання | Завершили змагання |
| 20    | Скарлетт Мев Єнсен      | Велика Британія | 198.35             | 20                 | Завершили змагання | Завершили змагання |
| 21    | АмеліAmelie-Еня Форстер | Румунія         | 191.25             | 21                 | Завершили змагання | Завершили змагання |
| 22    | Лорен Галласелька       | Фінляндія       | 182.20             | 22                 | Завершили змагання | Завершили змагання |
| 23    | Естілла Мосена          | Угорщина        | 181.80             | 23                 | Завершили змагання | Завершили змагання |
| 24    | Кая Скжек               | Польща          | DNF                | DNF                | Завершили змагання | Завершили змагання |